# Hein
Hein er et efternavn.
Bærere af efternavnet:
- Piet Hein, dansk opfinder
- Piet Pieterszoon Hein, hollandsk søofficer
- På Dansk udtales efternavnet Hein, som [ˈhɑɪ̯n]